# 李東俊
李東俊（英語：Lee Dong-jun，1997年2月1日—），韩国足球運動員，现效力于韩国K联赛1球會全北现代汽车。

## 俱樂部生涯
2017-2020年，李東俊一直效力韓K2聯球隊釜山偶像。
2021年2月，李東俊在蔚山現代出戰世界冠軍球會盃的首場比賽開始前，官宣球員加盟蔚山現代。
2021年3月1日，李東俊打進在蔚山現代效力的首粒進球，協助球隊5比0大勝江原FC。
2021年9月，在亞冠16賽對戰川崎前鋒雙方互交白卷，要進入互射十二碼，李東俊被安排在第三位主罰。

## 國家隊生涯
2019-2020賽季過後，李東俊隨韓國國家隊出戰熱身賽，但賽前李東俊與隊內3名球員感染2019冠狀病毒病。
2021年7月，李東俊為南韓國家奧運隊出戰東京奧運會足球項目。